# Sonderia
Sonderia is een geslacht van eencellige mariene trilhaardiertjes (Ciliophora) waarvan de soorten zich voeden met verschillende algen, diatomeeën en cyanobacteria.
De leden van de familie Sonderiidae kenmerken zich door een afgeplatte en diepe mondholte, die iets zijdelings van de top van de overigens ellipsvormige eencellige naar buiten opent. De cel is aan de buitenzijde altijd dicht met trilharen bezet. Het geslacht kenmerkt zich door groepen samenwerkende trilharen die in rijen gerangschikt zijn en van de buitenkant van het lichaam doorlopen tot in de mondholte.
Het homoniem Sonderia F. Muell. 1890, is een synoniem van het roodwier Vanvoorstia Harv. 1854.